# Biblioteca del Seminari Pontifici
L'antiga Biblioteca del Seminari Pontifici de Tarragona és una biblioteca fundada l'any 1595, a la rambla Vella, i després, el 1886, traslladada al segon pis de l'edifici del seminari pontifici, al carrer de Sant Pau de Tarragona. Es va tancar el 1968 i es va reobrir el 2014 conservant el mobiliari original de fusta i amb un fons bibliogràfic i documental de 130.000 volums des del segle xiii.
A la biblioteca hi ha incunables i exemplars únics, el primer llegat que va rebre fou un lot de 197 llibres de cultura religiosa i humanitats clàssiques del canonge Feliu Serra, la majoria de la segona meitat del segle xvi, editats a París, Anvers, Colònia, Venècia, Roma, València, Salamanca, Barcelona i Lió. També s'hi troben els fons de la Casa de Provació dels jesuïtes (1767), la biblioteca de l'arquebisbe Francesc Armanyà (1803), el llegat del canonge bibliòfil Bergadà (1949) i els fons provinents de la Biblioteca Circular Antoni Agustí (1980).
El fons inclou els 451 volums amb l'ex-libris i escut de l'arquebisbe Armanyà, una edició de l'any 1704 del volum Constitucions i altres drets de Cathalunya, un exemplar de la Bíblia poliglota Complutense feta pel cardenal Cisneros al segle xvi, tretze manuscrits, deu incunables, onze volums d'una bíblia glossada del final del segle xiii, que hauria llegat l'arquebisbe Joan d'Aragó al monestir d'Escaladei, i dos volums més d'una bíblia sacra de principis del XIV, també procedent d'Escaladei.